# Rezolucija Vijeća sigurnosti UN-a 1166
Rezolucijom Vijeća sigurnosti UN-a 1166, jednoglasno usvojenom 13. svibnja 1998., nakon pozivanja na Rezoluciju 827 (1993.), Vijeće je osnovalo treće sudsko vijeće pri Međunarodnom kaznenom sudu za bivšu Jugoslaviju (ICTY).
Vijeće sigurnosti je izrazilo uvjerenost da će procesuiranje odgovornih za kršenja međunarodnog humanitarnog prava u bivšoj Jugoslaviji doprinijeti očuvanju mira u regiji. Također je prepoznata potreba za povećanjem broja raspravnih sudaca i vijeća na MKSJ-u kako bi se sudilo velikom broju ljudi koji čekaju suđenje.
Djelujući prema Poglavlju VII Povelje Ujedinjenih naroda, Vijeće je uspostavilo treće sudsko vijeće na MKSJ-u i odlučilo da će tri dodatna suca biti izabrana što je prije moguće da služe u novom vijeću. Uspostavit će se popis nominacija između šest i devet sudaca. Konačno, od glavnog tajnika Kofija Annana zatraženo je da napravi mjere za poboljšanje učinkovitog funkcioniranja MKSJ-a.

## Vanjske poveznice
| Wikizvor | Engleski Wikizvor ima izvorni tekst na temu: United Nations Security Council Resolution 1166 |

- Text of the Resolution at undocs.org